# Syneora lygdina
Syneora lygdina är en fjärilsart som beskrevs av Turner 1917. Syneora lygdina ingår i släktet Syneora och familjen mätare. Inga underarter finns listade i Catalogue of Life.